# Marcelo Salas
José Marcelo Salas Melinao (Temuco, 24 dicembre 1974) è un dirigente sportivo ed ex calciatore cileno, di ruolo attaccante, presidente e direttore sportivo del Deportes Temuco.
Era soprannominato El Matador per gli inchini che dedicava ai tifosi dopo i gol segnati. Nel corso della sua carriera ha militato nell'Universidad de Chile, nel River Plate, nella Lazio e nella Juventus, e poi nuovamente nel River Plate e nell'Universidad de Chile.
È considerato il «miglior attaccante della storia del Cile». Era il capitano della nazionale cilena, essendo il capocannoniere con 45 gol in totale, di cui 37 in 70 partite (4 in Coppe del mondo, 18 in qualificazioni ai mondiali e 15 in amichevoli) con la Nazionale maggiore e 8 in 7 presenze con la selezione olimpica.
La IFFHS lo ha classificato come «31º miglior giocatore sudamericano del XX secolo», il «19º miglior attaccante sudamericano del 20º secolo» e «3º miglior attaccante sudamericano degli anni '90» (salendo sul podio con i brasiliani Ronaldo e Romário). Era considerato uno dei migliori calciatori del mondo durante la seconda metà degli anni '90 e l'inizio del XXI secolo. Nel 1997 si è classificato terzo come «miglior centravanti del mondo» (dopo Ronaldo e Gabriel Batistuta) nell'RSS Award per il miglior calciatore dell'anno, mentre nel 1998 e 1999 è stato il 5º miglior attaccante centrale. Sempre nel 1996 e nel 1997 è stato il «miglior attaccante d'America» e ha fatto parte dell'Equipo Ideal de América ed insignito del titolo di Calciatore sudamericano dell'anno. Al Mondiale 1998 è stato incluso tra le «prime 10 figure». Nel 2013 è stato classificato come «7º miglior calciatore sudamericano mancino della storia» dalla rivista "Bleacher Report". È stato anche scelto tra i «10 migliori marcatori nella storia del calcio sudamericano» L'anno 2019 è stato inserito tra i «50 grandi calciatori sudamericani di tutti i tempi», classificandosi al 27º posto.
È considerato (insieme a Leonel Sánchez) il più grande giocatore nella storia dell'Universidad de Chile, il principale idolo straniero (insieme a Enzo Francescoli) del River Plate e uno dei più grandi giocatori della Lazio, oltre che uno dei più grandi giocatori della Nazionale cilena.
Tra gli anni 1996 e 2001 è stato considerato uno dei migliori attaccanti al mondo dalla stampa mondiale specializzata, costantemente confrontato con gli attaccanti Ronaldo e Gabriel Batistuta. Anche un paio di volte i confronti sono stati con Diego Maradona, Pelé e Gerd Müller.
Il 16 dicembre del 1998 si è unito alla Nazionale del Resto del Mondo in una partita giocata allo Stadio Olimpico di Roma contro la Nazionale di calcio dell'Italia, in occasione del centenario del calcio italiano. Salas è entrato nella seconda frazione, sostituendo Gabriel Batistuta.
Il suo addio ufficiale è avvenuto il 2 giugno del 2009 in una partita tributo tenutasi al Stadio nazionale del Cile, davanti a 65.000 spettatori.

## Carriera

### Giocatore

#### Club

Da sinistra: Salas, Néstor Sensini, Diego Simeone e Juan Sebastián Verón posano con la Coppa Italia 1999-2000 vinta dalla Lazio.

Da sinistra: Pavel Nedvěd, Salas e David Trezeguet festeggiano la vittoria dello scudetto 2002-2003, il ventisettesimo nella storia della Juventus.

##### Sud America: Universidad de Chile e River Plate
Di etnia Mapuche, nasce a Temuco nel 1974; Salas mosse i primi passi nella squadra giovanile del Deportes Temuco fino a quando suo padre lo portò a Santiago del Cile per aggregarsi all'Universidad de Chile, dove ha esordito nel 1993 ed è diventato titolare il 4 gennaio 1994 contro il Cobreloa, dove avrebbe anche segnato un gol. Infine, Salas si conferma nella partita contro il Colo Colo allo Stadio Nazionale, dove ha segnato una tripletta nella vittoria per 4-1.
Salas ha aiutato la squadra a vincere titoli consecutivi nel 1994 e 1995, laureandosi capocannoniere in entrambe le stagioni (27 e 17 gol rispettivamente). Lascia l'Universidad de Chile con uno score di 76 gol.
In seguito, nel 1996, Salas si trasferì in Argentina per giocare con il River Plate della prima divisione argentina, che lo acquista per 3,6 milioni di dollari, con un contratto di tre anni. Il 30 settembre 1996 ha segnato il suo primo gol con la maglia del River Plate nella classica contro il Boca Juniors allo stadio La Bombonera. Dal 1996 al 1998 Salas ha segnato 31 gol in 67 partite, aiutando il River a vincere il Torneo de Apertura 1996 (nel quale ha segnato due gol nella vittoria per 3-0 su Vélez Sarsfield che lo ha reso campione), il Clausura 1997, l'Apertura 1997 (segnando il gol per il titolo contro l'Argentinos Juniors) e la Supercoppa Sudamericana del 1997, dove ha segnato i 2 gol nella finale contro il São Paulo che hanno regalato la coppa al club milionario. Inoltre, è stato eletto miglior Calciatore dell'anno in Argentina e Calciatore sudamericano dell'anno nel 1997 che più si è distinto nella stagione precedente militando in una squadra affiliata alla CONMEBOL.
La squadra argentina ha valutato il suo passaggio a $ 30.000.000 in considerazione dell'interesse del club inglese, il Manchester United (l'allenatore dei Red Devils Alex Ferguson voleva un giocatore con le caratteristiche di Ronaldo e Marcelo Salas per sostituire il ritiro di Éric Cantona; Ferguson percorse 14.000 miglia per firmare portare a Manchester il cileno, ma il River Plate rifiutò di venderlo), oltre ai grandi club italiani e spagnoli per averlo assunto.

##### In Italia: Lazio e Juventus

Salas (a destra) e Christian Vieri alla Lazio nel 1998

Le prestazioni in patria e durante le qualificazioni ai Mondiali 1998 lo portano nel mirino delle società europee: il 31 gennaio 1998 la Lazio lo acquista per la stagione seguente in cambio di 20,5 milioni di dollari. Si trattava del più alto trasferimento nella storia fino a quel momento, dopo quelli di Ronaldo (Inter), Rivaldo (Barcellona) e Denilson (Betis).
Con lui la squadra vinse uno scudetto che mancava ai biancazzurri dalla stagione 1973-1974. Ha esordito con la squadra biancoceleste il 12 agosto 1998 contro i detentori della Champions League del Real Madrid, realizzando il momentaneo gol della vittoria per 2-1 per il Trofeo Teresa Herrera.
Il suo debutto ufficiale con la squadra capitolina avviene in occasione della Supercoppa italiana vinta per 2-1 contro la Juventus, il 29 agosto 1998. Ha segnato il suo primo gol in Serie A giocando con la Lazio pochi giorni dopo contro l'Inter, gara poi vinta dai biancocelesti per 5-3. Con la Lazio ha vinto una Serie A (essendo Salas capocannoniere della squadra con 12 marcature), una Coppa Italia, due Supercoppa italiana, una Coppa delle Coppe UEFA e una Supercoppa UEFA, segnando l'unico gol della partita in quest'ultima, in un 1-0 vittoria sul Manchester United, segnando 49 reti in 117 partite.
Dopo aver rifiutato offerte sui € $ 30.000.000 da club importanti come Manchester United, Chelsea, Arsenal, Liverpool, Barcellona, Parma, Milan e Inter, era in trattative con il Real Madrid per diventare, insieme a Zinédine Zidane, uno dei due grandi acquisti delle "merengues" del 2001. Tuttavia il trasferimento in Spagna fallì.

Salas (accosciato, primo da destra) nella Juventus 2001-2002

Il 17 agosto 2001 passa quindi alla Juventus, per 55 miliardi di lire (28,5 milioni di euro a cambio fisso; 25 miliardi di lire più il cartellino di Darko Kovačević.). Il 20 ottobre, a Bologna, patisce un grave infortunio: distorsione del ginocchio destro e lesione del legamento crociato anteriore. È così costretto a saltare il resto della stagione, che si conclude con la vittoria di un altro scudetto. Ritorna in campo nell'annata seguente, aggiungendo al suo palmarès un'altra Supercoppa e un altro tricolore. Chiude l'esperienza nella Juventus con un bottino di 4 reti in 32 partite (media di un gol ogni 8 partite).

##### Ritorno in Sud America: River e Universidad
Dopo che la Juventus ha tentato di trasferirlo in vari club, tra cui Manchester United, Chelsea, Liverpool, Barcellona, AC Milan e Sporting Lisbona, in cambio del passaggio di Cristiano Ronaldo, alla fine Salas è tornato in Sud America in gran parte a causa del divorzio con la sua ex moglie, per essere vicino alle sue figlie che vivevano in Cile, trasferendosi in prestito al River Plate nel 2003.
Salas si è distinto soprattutto in Coppa Sudamericana quell'anno, ma non ha potuto impedire la sconfitta della sua squadra in finale contro Cienciano del Perù, nonostante abbia segnato il gol del pareggio per 3-3 all'andata. Tuttavia, in seguito ha ottenuto un nuovo titolo: il torneo di Clausura del 2004.
Un anno dopo, ha aiutato il River a raggiungere le semifinali della Coppa Libertadores 2005, segnando una tripletta nel secondo turno contro la Liga de Quito. In semifinale ha perso contro il São Paulo FC 5-2. Nella gara di ritorno, Salas ha segnato il secondo gol del River.
Marcelo Salas è uno dei più grandi idoli dei fan milionari, insieme a Ángel Labruna, Enzo Francescoli, Ramón Díaz, Norberto Alonso, Ubaldo Fillol, Amadeo Carrizo, tra gli altri. Inoltre, è uno dei pochi giocatori stranieri ad occupare la cintura di capitano della squadra argentina.

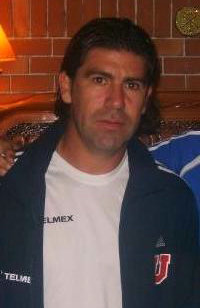
Salas all'Universidad de Chile nel 2008

Tra il 2004 e il 2005 ha ricevuto offerte per tornare al calcio europeo dal Barcelona in Spagna e dall'Inter in Italia, tra gli altri.
Dopo aver rescisso il contratto con la Juventus nell'estate 2005, ritorna nell'Universidad de Chile, la squadra in cui è cresciuto. Porta due volte la squadra sino alla finale della Primera División, ma viene sconfitta agli shoot-out nel Clausura del 2005 dall'Universidad Católica e nell'Apertura del 2006 dal Colo-Colo. Nel dicembre 2006 viene lasciato libero dal club, finito in bancarotta. Dopo sei mesi di inattività, durante i quali manifesta l'intenzione di tornare a giocare nell'Universidad e un iniziale provino con i Chicago Fire, firma un contratto annuale con la squadra cilena.
Salas ha annunciato il suo ritiro il 28 novembre 2008, all'età di 33 anni. Prima della partita del 23 novembre, dove l'Universidad de Chile ha battuto il Cobreloa 3-2, con due gol di Matador allo Stadio Nazionale.

#### Nazionale
Il 30 aprile 1994 allo Stadio Nazionale, Salas ha debuttato per la Nazionale di calcio del Cile all'età di 19 anni, segnando il suo primo gol in nazionale in un 3-3 con l'Argentina di Diego Maradona, che si stava preparando per la Coppa del Mondo 1994.
Nel 1995 vinse la Canada Cup segnando il gol della vittoria dei cileni all'87 ° minuto di gioco nella finale contro il Canada (2-1).
Durante la campagna di qualificazione alla Coppa del Mondo 1998, Salas ha segnato 11 gol.

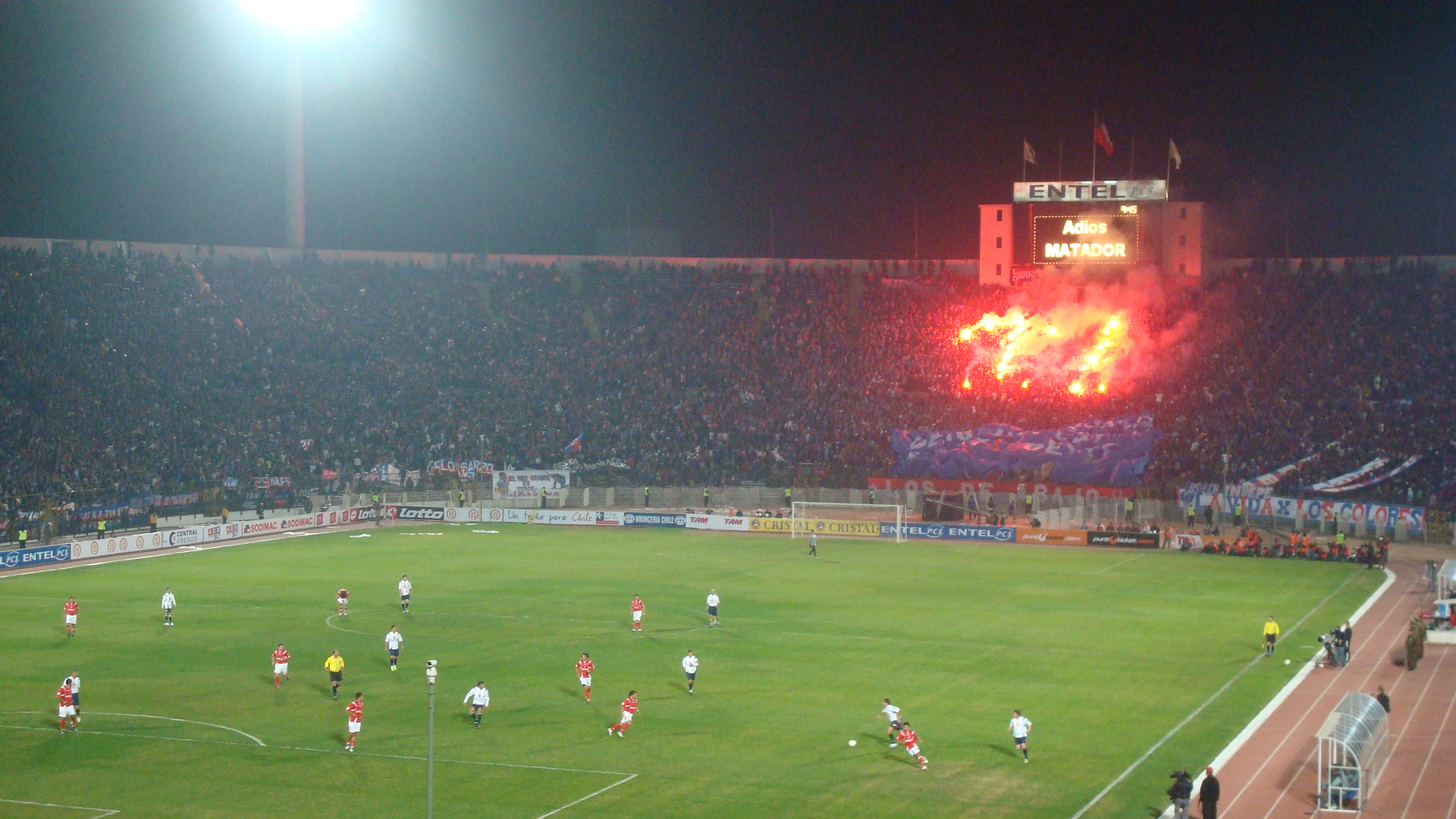
Partita d'addio di Salas il 2 giugno 2009 allo stadio nazionale del Cile

Durante il tour preparatorio per la Campionato mondiale di calcio 1998 in Francia, il Cile ha giocato un'amichevole con l'Inghilterra davanti a circa 65.000 spettatori al leggendario stadio di Wembley l'11 febbraio 1998.
Nel 1998 Marcelo Salas è stato protagonista nella Coppa del Mondo FIFA di Francia 1998, raggiungendo gli ottavi di finale del torneo, ha segnato 4 gol (due contro l'Italia, uno contro l'Austria e uno contro il Brasile), essendo il terzo marcatore di quello Coppa del Mondo, insieme all'attaccante brasiliano Ronaldo, a solo 1 dalla scarpa bronzo e 2 dalla scarpa d'oro.
Nel 1999 con la Nazionale di calcio del Cile raggiunge le semifinali della Copa América, dove ottengono il quarto posto.
A causa dei suoi problemi di infortunio, le presenze di Salas con il Cile sono state limitate dopo il 2001. Ha segnato quattro gol in nove presenze durante la fallita campagna di qualificazione ai Mondiali 2002 e durante la qualificazione ai Mondiali 2006. ha superato Iván Zamorano come capocannoniere di tutti i tempi della nazione per la seconda volta (lo aveva già fatto nel 1998) con il suo 35º gol contro la Bolivia.
Al termine delle qualificazioni per il Campionato mondiale di calcio 2006, il 15 ottobre 2005, decide di lasciare la Nazionale, dedicandosi esclusivamente all'Universidad.
Nonostante questo, dopo l'ultimo ritorno all'Universidad, seguito al periodo di inattività all'inizio del 2007, recupera la condizione a tal punto da essere di nuovo convocato dal commissario tecnico della Nazionale Marcelo Bielsa per uno stage europeo con due amichevoli contro Austria e Svizzera il 7 e l'11 settembre.
Il 18 novembre 2007, durante una partita valida per la qualificazione ai Mondiali 2010 che il Cile ha disputato contro l'Uruguay, Marcelo Salas ha segnato i suoi ultimi 2 gol finali.

### Dirigente
Una volta ritiratosi, El Matador intraprende la carriera dirigenziale divenendo patron e contemporaneamente anche direttore sportivo del club cileno del Deportes Temuco, militante in Primera B.

## Statistiche

### Presenze e reti nei club
Statistiche aggiornate al termine della carriera.
| Stagione                    | Squadra                     | Campionato                  | Campionato | Campionato | Coppe nazionali | Coppe nazionali | Coppe nazionali | Coppe continentali | Coppe continentali | Coppe continentali | Altre coppe | Altre coppe | Altre coppe | Totale | Totale |
| Stagione                    | Squadra                     | Comp                        | Pres       | Reti       | Comp            | Pres            | Reti            | Comp               | Pres               | Reti               | Comp        | Pres        | Reti        | Pres   | Reti   |
| --------------------------- | --------------------------- | --------------------------- | ---------- | ---------- | --------------- | --------------- | --------------- | ------------------ | ------------------ | ------------------ | ----------- | ----------- | ----------- | ------ | ------ |
| 1993                        | Universidad de Chile        | A                           | 15         | 1          | CC              | 0               | 0               |                    | -                  | -                  |             | -           | -           | 15     | 1      |
| 1994                        | Universidad de Chile        | A                           | 25         | 27         | CC              | 15              | 12              | CC                 | 6                  | 2                  |             | -           | -           | 46     | 41     |
| 1995                        | Universidad de Chile        | A                           | 27         | 17         | CC              | 4               | 0               | CL                 | 7                  | 5                  |             | -           | -           | 38     | 22     |
| 1996                        | Universidad de Chile        | A                           | 10         | 5          | CC              | 5               | 2               | CL                 | 12                 | 5                  |             | -           | -           | 27     | 12     |
| 1996-1997                   | River Plate                 | A                           | 26         | 11         |                 | -               | -               | SCS+CL             | 1+1                | 0+0                | CI          | 1           | 0           | 29     | 11     |
| 1997-1998                   | River Plate                 | A                           | 27         | 13         |                 | -               | -               | SCS+CL             | 9+3                | 7+0                |             | -           | -           | 39     | 20     |
| 1998-1999                   | Lazio                       | A                           | 30         | 15         | CI              | 6               | 5               | CdC                | 6                  | 4                  | SI          | 1           | 0           | 43     | 24     |
| 1999-2000                   | Lazio                       | A                           | 28         | 12         | CI              | 3               | 0               | UCL                | 10                 | 4                  | SU          | 1           | 1           | 42     | 16     |
| 2000-2001                   | Lazio                       | A                           | 21         | 7          | CI              | 2               | 1               | UCL                | 9                  | 0                  | SI          | 0           | 0           | 32     | 8      |
| Totale Lazio                | Totale Lazio                | Totale Lazio                | 79         | 34         |                 | 11              | 6               |                    | 25                 | 8                  |             | 2           | 1           | 117    | 48     |
| 2001-2002                   | Juventus                    | A                           | 7          | 1          | CI              | 1               | 0               | UCL                | 4                  | 0                  |             | -           | -           | 12     | 1      |
| 2002-2003                   | Juventus                    | A                           | 11         | 1          | CI              | 4               | 1               | UCL                | 4                  | 1                  | SI          | 1           | 0           | 20     | 3      |
| Totale Juventus             | Totale Juventus             | Totale Juventus             | 18         | 2          |                 | 5               | 1               |                    | 8                  | 1                  |             | 1           | 0           | 32     | 4      |
| 2003-2004                   | River Plate                 | A                           | 17         | 6          |                 | -               | -               | CS+CL              | 2+6                | 1+1                |             | -           | -           | 25     | 8      |
| 2004-2005                   | River Plate                 | A                           | 15         | 4          |                 | -               | -               | CS+CL              | 0+8                | 0+2                |             | -           | -           | 23     | 6      |
| Totale River Plate          | Totale River Plate          | Totale River Plate          | 85         | 34         |                 | 0               | 0               |                    | 30                 | 11                 |             | 1           | 0           | 116    | 45     |
| 2005                        | Universidad de Chile        | A                           | 10         | 5          | CC              | 0               | 0               | CS                 | 1                  | 0                  |             | -           | -           | 11     | 5      |
| 2006                        | Universidad de Chile        | A                           | 28         | 13         | CC              | 0               | 0               |                    | -                  | -                  |             | -           | -           | 28     | 13     |
| 2007                        | Universidad de Chile        | A                           | 14         | 7          | CC              | 0               | 0               |                    | -                  | -                  |             | -           | -           | 14     | 7      |
| 2008                        | Universidad de Chile        | A                           | 14+6       | 6+5        | CC              | 1               | 0               |                    | -                  | -                  |             | -           | -           | 21     | 11     |
| Totale Universidad de Chile | Totale Universidad de Chile | Totale Universidad de Chile | 143+6      | 81+5       |                 | 26              | 14              |                    | 26                 | 12                 |             | -           | -           | 201    | 112    |
| Totale                      | Totale                      | Totale                      | 331        | 155        |                 | 42              | 21              |                    | 89                 | 32                 |             | 4           | 1           | 466    | 209    |

### Cronologia presenze e reti in nazionale
| Cronologia completa delle presenze e delle reti in nazionale ― Cile | Cronologia completa delle presenze e delle reti in nazionale ― Cile | Cronologia completa delle presenze e delle reti in nazionale ― Cile | Cronologia completa delle presenze e delle reti in nazionale ― Cile | Cronologia completa delle presenze e delle reti in nazionale ― Cile | Cronologia completa delle presenze e delle reti in nazionale ― Cile | Cronologia completa delle presenze e delle reti in nazionale ― Cile | Cronologia completa delle presenze e delle reti in nazionale ― Cile |
| Data                                                                | Città                                                               | In casa                                                             | Risultato                                                           | Ospiti                                                              | Competizione                                                        | Reti                                                                | Note                                                                |
| ------------------------------------------------------------------- | ------------------------------------------------------------------- | ------------------------------------------------------------------- | ------------------------------------------------------------------- | ------------------------------------------------------------------- | ------------------------------------------------------------------- | ------------------------------------------------------------------- | ------------------------------------------------------------------- |
| 18-5-1994                                                           | Santiago del Cile                                                   | Cile                                                                | 3 – 3                                                               | Argentina                                                           | Amichevole                                                          | 1                                                                   |                                                                     |
| 25-5-1994                                                           | Santiago del Cile                                                   | Cile                                                                | 2 – 1                                                               | Perù                                                                | Amichevole                                                          | -                                                                   |                                                                     |
| 21-9-1994                                                           | Santiago del Cile                                                   | Cile                                                                | 1 – 2                                                               | Bolivia                                                             | Amichevole                                                          | -                                                                   |                                                                     |
| 29-3-1995                                                           | Los Angeles                                                         | Messico                                                             | 2 – 1                                                               | Cile                                                                | Amichevole                                                          | 1                                                                   |                                                                     |
| 19-4-1995                                                           | Lima                                                                | Perù                                                                | 0 – 6                                                               | Cile                                                                | Amichevole                                                          | -                                                                   |                                                                     |
| 22-4-1995                                                           | Temuco                                                              | Cile                                                                | 1 – 1                                                               | Islanda                                                             | Amichevole                                                          | 1                                                                   |                                                                     |
| 25-5-1995                                                           | Edmonton                                                            | Cile                                                                | 2 – 1                                                               | Irlanda del Nord                                                    | Canada Cup                                                          | -                                                                   |                                                                     |
| 28-5-1995                                                           | Edmonton                                                            | Cile                                                                | 2 – 1                                                               | Canada                                                              | Canada Cup                                                          | 1                                                                   |                                                                     |
| 16-6-1995                                                           | Antofagasta                                                         | Cile                                                                | 3 – 1                                                               | Nuova Zelanda                                                       | Copa Centenario                                                     | -                                                                   |                                                                     |
| 19-6-1995                                                           | La Serena                                                           | Cile                                                                | 0 – 1                                                               | Paraguay                                                            | Copa Centenario                                                     | -                                                                   |                                                                     |
| 22-6-1995                                                           | Santiago del Cile                                                   | Cile                                                                | 0 – 0                                                               | Turchia                                                             | Copa Centenario                                                     | -                                                                   |                                                                     |
| 8-7-1995                                                            | Paysandú                                                            | Cile                                                                | 1 – 2                                                               | Stati Uniti                                                         | Coppa America 1995 - 1º turno                                       | -                                                                   |                                                                     |
| 11-7-1995                                                           | Paysandú                                                            | Cile                                                                | 0 – 4                                                               | Argentina                                                           | Coppa America 1995 - 1º turno                                       | -                                                                   |                                                                     |
| 14-7-1995                                                           | Paysandú                                                            | Cile                                                                | 2 – 2                                                               | Bolivia                                                             | Coppa America 1995 - 1º turno                                       | -                                                                   |                                                                     |
| 11-10-1995                                                          | Concepción                                                          | Cile                                                                | 2 – 0                                                               | Canada                                                              | Amichevole                                                          | 1                                                                   |                                                                     |
| 4-2-1996                                                            | Cochabamba                                                          | Cile                                                                | 1 – 1                                                               | Cile                                                                | Amichevole                                                          | -                                                                   |                                                                     |
| 7-2-1996                                                            | Viña del Mar                                                        | Cile                                                                | 2 – 1                                                               | Messico                                                             | Amichevole                                                          | -                                                                   |                                                                     |
| 14-2-1996                                                           | Coquimbo                                                            | Cile                                                                | 4 – 0                                                               | Perù                                                                | Amichevole                                                          | 1                                                                   |                                                                     |
| 23/4-1996                                                           | Antofagasta                                                         | Cile                                                                | 3 – 0                                                               | Australia                                                           | Amichevole                                                          | -                                                                   |                                                                     |
| 26-5-1996                                                           | Santiago del Cile                                                   | Cile                                                                | 2 – 0                                                               | Bolivia                                                             | Amichevole                                                          | 2                                                                   |                                                                     |
| 2-6-1996                                                            | Barinas                                                             | Venezuela                                                           | 1 – 1                                                               | Cile                                                                | Qual. Mondiali 1998                                                 | -                                                                   |                                                                     |
| 6-7-1996                                                            | Santiago del Cile                                                   | Cile                                                                | 4 – 1                                                               | Ecuador                                                             | Qual. Mondiali 1998                                                 | 1                                                                   |                                                                     |
| 25-8-1996                                                           | Liberia                                                             | Costa Rica                                                          | 1 – 1                                                               | Cile                                                                | Amichevole                                                          | 1                                                                   |                                                                     |
| 1-9-1996                                                            | Barranquilla                                                        | Colombia                                                            | 1 – 4                                                               | Cile                                                                | Qual. Mondiali 1998                                                 | -                                                                   |                                                                     |
| 12-11-1996                                                          | Santiago del Cile                                                   | Cile                                                                | 1 – 0                                                               | Uruguay                                                             | Qual. Mondiali 1998                                                 | 1                                                                   |                                                                     |
| 15-12-1996                                                          | Buenos Aires                                                        | Argentina                                                           | 1 – 1                                                               | Cile                                                                | Qual. Mondiali 1998                                                 | -                                                                   |                                                                     |
| 8-6-1997                                                            | Quito                                                               | Ecuador                                                             | 1 – 1                                                               | Cile                                                                | Qual. Mondiali 1998                                                 | 1                                                                   |                                                                     |
| 5-7-1997                                                            | Santiago del Cile                                                   | Cile                                                                | 4 – 1                                                               | Colombia                                                            | Qual. Mondiali 1998                                                 | 3                                                                   |                                                                     |
| 20-7-1997                                                           | Santiago del Cile                                                   | Cile                                                                | 2 – 1                                                               | Paraguay                                                            | Qual. Mondiali 1998                                                 | -                                                                   |                                                                     |
| 20-8-1997                                                           | Montevideo                                                          | Uruguay                                                             | 0 – 1                                                               | Cile                                                                | Qual. Mondiali 1998                                                 | -                                                                   |                                                                     |
| 10-9-1997                                                           | Santiago del Cile                                                   | Cile                                                                | 1 – 2                                                               | Argentina                                                           | Qual. Mondiali 1998                                                 | 1                                                                   |                                                                     |
| 12-10-1997                                                          | Santiago del Cile                                                   | Cile                                                                | 4 – 0                                                               | Perù                                                                | Qual. Mondiali 1998                                                 | 3                                                                   |                                                                     |
| 16-11-1997                                                          | Santiago del Cile                                                   | Cile                                                                | 3 – 0                                                               | Bolivia                                                             | Qual. Mondiali 1998                                                 | 1                                                                   |                                                                     |
| 11-2-1998                                                           | Londra                                                              | Inghilterra                                                         | 0 – 2                                                               | Cile                                                                | Amichevole                                                          | 2                                                                   |                                                                     |
| 22-4-1998                                                           | Santiago del Cile                                                   | Cile                                                                | 2 – 2                                                               | Colombia                                                            | Amichevole                                                          | 1                                                                   |                                                                     |
| 19-5-1998                                                           | Mendoza                                                             | Argentina                                                           | 0 – 1                                                               | Cile                                                                | Amichevole                                                          | -                                                                   |                                                                     |
| 24-5-1998                                                           | Santiago del Cile                                                   | Cile                                                                | 2 – 2                                                               | Uruguay                                                             | Amichevole                                                          | 1                                                                   |                                                                     |
| 31-5-1998                                                           | Montélimar                                                          | Cile                                                                | 3 – 2                                                               | Tunisia                                                             | Amichevole                                                          | 1                                                                   |                                                                     |
| 4-6-1998                                                            | Avignone                                                            | Cile                                                                | 1 – 1                                                               | Marocco                                                             | Amichevole                                                          | 1                                                                   |                                                                     |
| 11-6-1998                                                           | Bordeaux                                                            | Cile                                                                | 2 – 2                                                               | Italia                                                              | Mondiali 1998 - 1º turno                                            | 2                                                                   |                                                                     |
| 17-6-1998                                                           | Saint-Étienne                                                       | Cile                                                                | 1 – 1                                                               | Austria                                                             | Mondiali 1998 - 1º turno                                            | 1                                                                   |                                                                     |
| 23-6-1998                                                           | Nantes                                                              | Cile                                                                | 1 – 1                                                               | Camerun                                                             | Mondiali 1998 - 1º turno                                            | -                                                                   |                                                                     |
| 27-6-1998                                                           | Parigi                                                              | Cile                                                                | 1 – 4                                                               | Brasile                                                             | Mondiali 1998 - Ottavi di finale                                    | 1                                                                   |                                                                     |
| 29-5-1999                                                           | Concepción                                                          | Cile                                                                | 3 – 0                                                               | Costa Rica                                                          | Amichevole                                                          | -                                                                   |                                                                     |
| 23-6-1999                                                           | Santiago del Cile                                                   | Cile                                                                | 0 – 0                                                               | Ecuador                                                             | Amichevole                                                          | -                                                                   |                                                                     |
| 30-6-1999                                                           | Ciudad del Este                                                     | Messico                                                             | 1 – 0                                                               | Cile                                                                | Coppa America 1999 - 1º turno                                       | -                                                                   |                                                                     |
| 3-7-1999                                                            | Ciudad del Este                                                     | Venezuela                                                           | 3 – 0                                                               | Cile                                                                | Coppa America 1999 - 1º turno                                       | -                                                                   |                                                                     |
| 13-7-1999                                                           | Asunción                                                            | Uruguay                                                             | 1 – 1 dts (5 – 3 dtr)                                               | Cile                                                                | Coppa America 1999 - Semifinale                                     | -                                                                   |                                                                     |
| 29-3-2000                                                           | Buenos Aires                                                        | Argentina                                                           | 4 – 1                                                               | Cile                                                                | Qual. Mondiali 2002                                                 | -                                                                   |                                                                     |
| 26-4-2000                                                           | Santiago del Cile                                                   | Cile                                                                | 1 – 1                                                               | Perù                                                                | Qual. Mondiali 2002                                                 | -                                                                   |                                                                     |
| 3-6-2000                                                            | Montevideo                                                          | Uruguay                                                             | 1 – 2                                                               | Cile                                                                | Qual. Mondiali 2002                                                 | -                                                                   |                                                                     |
| 29-6-2000                                                           | Santiago del Cile                                                   | Cile                                                                | 3 – 1                                                               | Paraguay                                                            | Qual. Mondiali 2002                                                 | 1                                                                   |                                                                     |
| 15-8-2000                                                           | Santiago del Cile                                                   | Cile                                                                | 3 – 0                                                               | Brasile                                                             | Qual. Mondiali 2002                                                 | 1                                                                   |                                                                     |
| 2-9-2000                                                            | Santiago del Cile                                                   | Cile                                                                | 0 – 1                                                               | Colombia                                                            | Qual. Mondiali 2002                                                 | -                                                                   |                                                                     |
| 15-11-2000                                                          | Santiago del Cile                                                   | Cile                                                                | 0 – 2                                                               | Argentina                                                           | Qual. Mondiali 2002                                                 | -                                                                   |                                                                     |
| 14-8-2001                                                           | Santiago del Cile                                                   | Cile                                                                | 2 – 2                                                               | Bolivia                                                             | Qual. Mondiali 2002                                                 | 2                                                                   |                                                                     |
| 7-10-2001                                                           | Curitiba                                                            | Brasile                                                             | 2 – 0                                                               | Cile                                                                | Qual. Mondiali 2002                                                 | -                                                                   |                                                                     |
| 30-3-2004                                                           | La Paz                                                              | Bolivia                                                             | 0 – 2                                                               | Cile                                                                | Qual. Mondiali 2006                                                 | -                                                                   |                                                                     |
| 5-9-2004                                                            | Santiago del Cile                                                   | Cile                                                                | 0 – 0                                                               | Colombia                                                            | Qual. Mondiali 2006                                                 | -                                                                   |                                                                     |
| 10-10-2004                                                          | Quito                                                               | Ecuador                                                             | 0 – 2                                                               | Cile                                                                | Qual. Mondiali 2006                                                 | -                                                                   |                                                                     |
| 13-10-2004                                                          | Santiago del Cile                                                   | Cile                                                                | 0 – 0                                                               | Argentina                                                           | Qual. Mondiali 2006                                                 | -                                                                   |                                                                     |
| 26-3-2005                                                           | Santiago del Cile                                                   | Cile                                                                | 1 – 1                                                               | Uruguay                                                             | Qual. Mondiali 2006                                                 | -                                                                   |                                                                     |
| 30-3-2005                                                           | Asunción                                                            | Paraguay                                                            | 1 – 2                                                               | Cile                                                                | Qual. Mondiali 2006                                                 | -                                                                   |                                                                     |
| 4-6-2005                                                            | Santiago del Cile                                                   | Cile                                                                | 3 – 1                                                               | Bolivia                                                             | Amichevole                                                          | 1                                                                   |                                                                     |
| 7-9-2007                                                            | Vienna                                                              | Svizzera                                                            | 2 – 1                                                               | Cile                                                                | Amichevole                                                          | -                                                                   |                                                                     |
| 11-9-2007                                                           | Vienna                                                              | Austria                                                             | 0 – 2                                                               | Cile                                                                | Amichevole                                                          | -                                                                   |                                                                     |
| 13-10-2007                                                          | Buenos Aires                                                        | Argentina                                                           | 2 – 0                                                               | Cile                                                                | Qual. Mondiali 2010                                                 | -                                                                   |                                                                     |
| 17-10-2007                                                          | Santiago del Cile                                                   | Cile                                                                | 2 – 0                                                               | Perù                                                                | Qual. Mondiali 2010                                                 | -                                                                   |                                                                     |
| 18-11-2007                                                          | Montevideo                                                          | Uruguay                                                             | 2 – 2                                                               | Cile                                                                | Qual. Mondiali 2010                                                 | 2                                                                   |                                                                     |
| 21-11-2007                                                          | Santiago del Cile                                                   | Cile                                                                | 0 – 3                                                               | Paraguay                                                            | Qual. Mondiali 2010                                                 | -                                                                   |                                                                     |
| Totale                                                              |                                                                     | Presenze                                                            | 70                                                                  |                                                                     | Reti (3º posto)                                                     | 37                                                                  |                                                                     |

## Palmarès

### Club

#### Competizioni nazionali
- Campionato cileno: 2

Universidad de Chile: 1994, 1995
- Campionato argentino: 4

River Plate: Apertura 1996, Clausura 1997, Apertura 1997, Clausura 2004
- Supercoppa italiana: 3

Lazio: 1998, 2000
Juventus: 2002
- Campionato italiano: 3

Lazio: 1999-2000
Juventus: 2001-2002, 2002-2003
- Coppa Italia: 1

Lazio: 1999-2000

#### Competizioni internazionali
- Supercoppa sudamericana: 1

River Plate: 1997
- Coppa delle Coppe: 1

Lazio: 1998-1999
- Supercoppa UEFA: 1

Lazio: 1999

### Individuale
- Capocannoniere della Copa Chile: 1

1994
- Miglior giocatore della Copa Chile: 1

1994
- Capocannoniere della stagione dell'Universidad de Chile: 2

1994, 1995
- Incluso negli undici ideali di Campionato di calcio cileno
: 2

1994, 1995
- Miglior attaccante d'America: 2

1996, 1997
- Incluso negli undici ideali di Argentina Soccer League: 2

1996, 1997
- Miglior giocatore della Supercoppa Sudamericana: 1

1997
- Calciatore sudamericano dell'anno: 1

1997
- Calciatore argentino dell'anno: 1[55]

1997
- Premio Olimpia: 1

1997
- Equipo Ideal de América: 2

1996, 1997
- Premio per il miglior atleta in Cile: 1

1997
- Calciatore cileno dell'anno: 2

1997, 1998
- Capocannoniere della Supercoppa UEFA: 1

1999
- Miglior giocatore nella Supercoppa UEFA: 1

1999

## Tributi
Nell'anno 2004 il club argentino River Plate ha onorato e immortalato la figura di Marcelo Salas con un ritratto dell'immagine del "Matador" negli spogliatoi dello stadio Monumental de Nuñez, essendo incluso tra gli idoli più importanti del club. Anche nell'anno 2009, in occasione dell'inaugurazione del museo del club argentino, vengono ritratti in video e immagini i g di Marcelo Salas (tra gli altri i gol dei titoli di Apertura 1996, Clausura 1997, Apertura 1997, Supercopa Sudamericana 1997), oltre alle magliette e agli scarpini che Marcelo Salas indossava mentre giocava al River Plate.
Nell'anno 2013 Marcelo Salas ha ricevuto un tributo dalla Federazione calcistica dell'Inghilterra allo stadio di Wembley per la sua "prestazione eccellente" nella partita Inghilterra-Cile dell'11 febbraio 1998. Dove il suo primo gol di quella partita è raffigurato nel museo dello stadio, come uno dei migliori gol di tutta la storia segnati allo stadio di Wembley.

### Tributi dei giocatori
Lunga è la lista dei personaggi pubblici il cui idolo è il "Matador": molti hanno infatti deciso di onorare Marcelo Salas imitando la sua tipica celebrazione dopo aver segnato un gol: ginocchio a terra, testa china e un braccio rivolto al cielo. Tra i giocatori che hanno Salas come idolo, spiccano i seguenti:
Giocatori di calcio
- Alexis Sánchez
- Arturo Vidal
- Charles Aránguiz
- David Pizarro
- David Trezeguet
- Eduardo Vargas
- Gastón Fernández
- Gonzalo Higuaín
- Humberto Suazo
- Javier Saviola
- José Luis Villanueva
- Marcelo Díaz
- Marcelo Larrondo
- Mauricio Isla
- Pablo Aimar
- Radamel Falcao
- Santiago Solari
- Christiane Endler
- Camila Pavez

Golfista
- Nicole Perrot

Giocatori di tennis
- Guillermo Coria
- Facundo Bagnis
- Federico Coria
- Felipe Arevalo

### Tributi dal mondo della musica
Il 16 ottobre 1997, Jay Kay, cantante della band inglese Jamiroquai, ha reso omaggio a Marcelo Salas, nella sua presentazione con la band al Teatro Caupolicán, indossando la tradizionale maglia numero 11 di Salas dove ha celebrato come Matador sul palco.
L'11 febbraio 1998 la band irlandese degli U2 si esibì per la prima volta in Cile. Quel giorno il cantante e leader Bono è salito sul palco del Stadio nazionale del Cile insieme al resto dei membri indossando la maglia numero 11 di Marcelo Salas, dove nello stesso momento sono stati mostrati su uno schermo televisivo gigante i gol di Salas per il Cile contro l'Inghilterra allo stadio di Wembley.